# Ерік Бакман
Ерік Бакман  (швед. Eric Backman, 18 травня 1896 — 29 червня 1965) — шведський легкоатлет, олімпійський медаліст.

## Виступи на Олімпіадах
| Олімпіада      | Дисципліна           | Місце  |
| -------------- | -------------------- | ------ |
| Антверпен 1920 | біг на 5000 метрів   | 3      |
| Антверпен 1920 | біг на 10 000 метрів | участь |
| Антверпен 1920 | 3000 м командний біг | 3      |
| Антверпен 1920 | крос, особисті       | 2      |
| Антверпен 1920 | крос, командні       | 3      |

## Зовнішні посилання
- Досьє на sport.references.com [Архівовано 9 серпня 2015 у Wayback Machine.]